# Giro d'Italia de 2010
Giro d'Italia 2010 foi a nonagésima terceira edição da prova ciclística Giro d'Italia (Corsa Rosa). A prova foi realizada entre os dias 8 e 30 de maio de 2010, com a largada em Amesterdã na Holanda e chegada em Verona na Itália.

## Equipas
| Equipes ProTeam (15)- AG2R La Mondiale - Astana - Caisse d'Épargne - Footon-Servetto - Garmin-Transitions - Lampre-Farnese Vini - Liquigas-Doimo - Omega Pharma-Lotto - Quick Step - Rabobank - Sky - HTC-Columbia - Katusha - Team Milram - Saxo Bank Equipes profissionais Continentais (7)- Acqua & Sapone-D’Angelo & Antenucci - Androni Giocattoli-Serramenti PVC Diquigiovanni - BMC Racing Team - Bbox Bouygues Télécom - Cervélo TestTeam - Cofidis, le Crédit en Ligne - Colnago-CSF Inox |
| |

## Etapas
| Etapa | Data       | Percurso                               | Km        | Vencedor da etapa    | Líder da competição |
| ----- | ---------- | -------------------------------------- | --------- | -------------------- | ------------------- |
| 1ª    | 8 de maio  | Amsterdam-Amsterdam                    | 8,4 (CR)  | Bradley Wiggins      | Bradley Wiggins     |
| 2ª    | 9 de maio  | Amsterdam-Utrecht                      | 210       | Tyler Farrar         | Cadel Evans         |
| 3ª    | 10 de maio | Amsterdam-Middelburg                   | 224       | Wouter Weylandt      | Alexandr Vinokourov |
| 4ª    | 12 de maio | Savigliano-Cuneo                       | 33 (CRE)  | Liquigas-Doimo       | Vincenzo Nibali     |
| 5ª    | 13 de maio | Novara-Novi Ligure                     | 162       | Jerome Pineau        | Vincenzo Nibali     |
| 6ª    | 14 de maio | Fidenza-Carrara                        | 172       | Matthew Lloyd        | Vincenzo Nibali     |
| 7ª    | 15 de maio | Carrara-Montalcino                     | 222       | Cadel Evans          | Alexandr Vinokourov |
| 8ª    | 16 de maio | Chianciano Terme-Terminillo            | 189       | Chris Anker Sørensen | Alexandr Vinokourov |
| 9ª    | 17 de maio | Frosinone-Cava De' Tirreni             | 187       | Matthew Goss         | Alexandr Vinokourov |
| 10ª   | 18 de maio | Avellino-Bitonto                       | 230       | Tyler Farrar         | Alexandr Vinokourov |
| 11ª   | 19 de maio | Lucera-L'Aquila                        | 262       | Evgeni Petrov        | Richie Porte        |
| 12ª   | 20 de maio | Città Sant'Angelo-Porto Recanati       | 206       | Filippo Pozzato      | Richie Porte        |
| 13ª   | 21 de maio | Porto Recanati-Cesenatico              | 223       | Manuel Belletti      | Richie Porte        |
| 14ª   | 22 de maio | Ferrara-Asolo                          | 205       | Vincenzo Nibali      | David Arroyo        |
| 15ª   | 23 de maio | Mestre-Monte Zoncolan                  | 222       | Ivan Basso           | David Arroyo        |
| 16ª   | 25 de maio | San Vigilio di Marebbe-Plan de Corones | 12,9 (CR) | Stefano Garzelli     | David Arroyo        |
| 17ª   | 26 de maio | Brunico-Peio Terme                     | 173       | Damien Monier        | David Arroyo        |
| 18ª   | 27 de maio | Levico Terme-Brescia                   | 156       | André Greipel        | David Arroyo        |
| 19ª   | 28 de maio | Brescia-Aprica                         | 195       | Michele Scarponi     | Ivan Basso          |
| 20ª   | 29 de maio | Bormio-Ponte di Legno -Tonale          | 178       | Johann Tschopp       | Ivan Basso          |
| 21ª   | 30 de maio | Verona-Verona                          | 15 (CR)   | Gustav Larsson       | Ivan Basso          |
| Total | Total      | Total                                  | 3.485,3   |                      |                     |

CR = Contra-relógio individual
CRE = Contra-relógio por equipes